# Église de Tous-les-Saints de Livno
Pour les articles homonymes, voir Église de Tous-les-Saints.
L'église de Tous-les-Saints est située en Bosnie-Herzégovine, sur le territoire de la ville de Livno et dans la municipalité de Livno. Cette église a été construite entre 1890 et 1899.

## Localisation

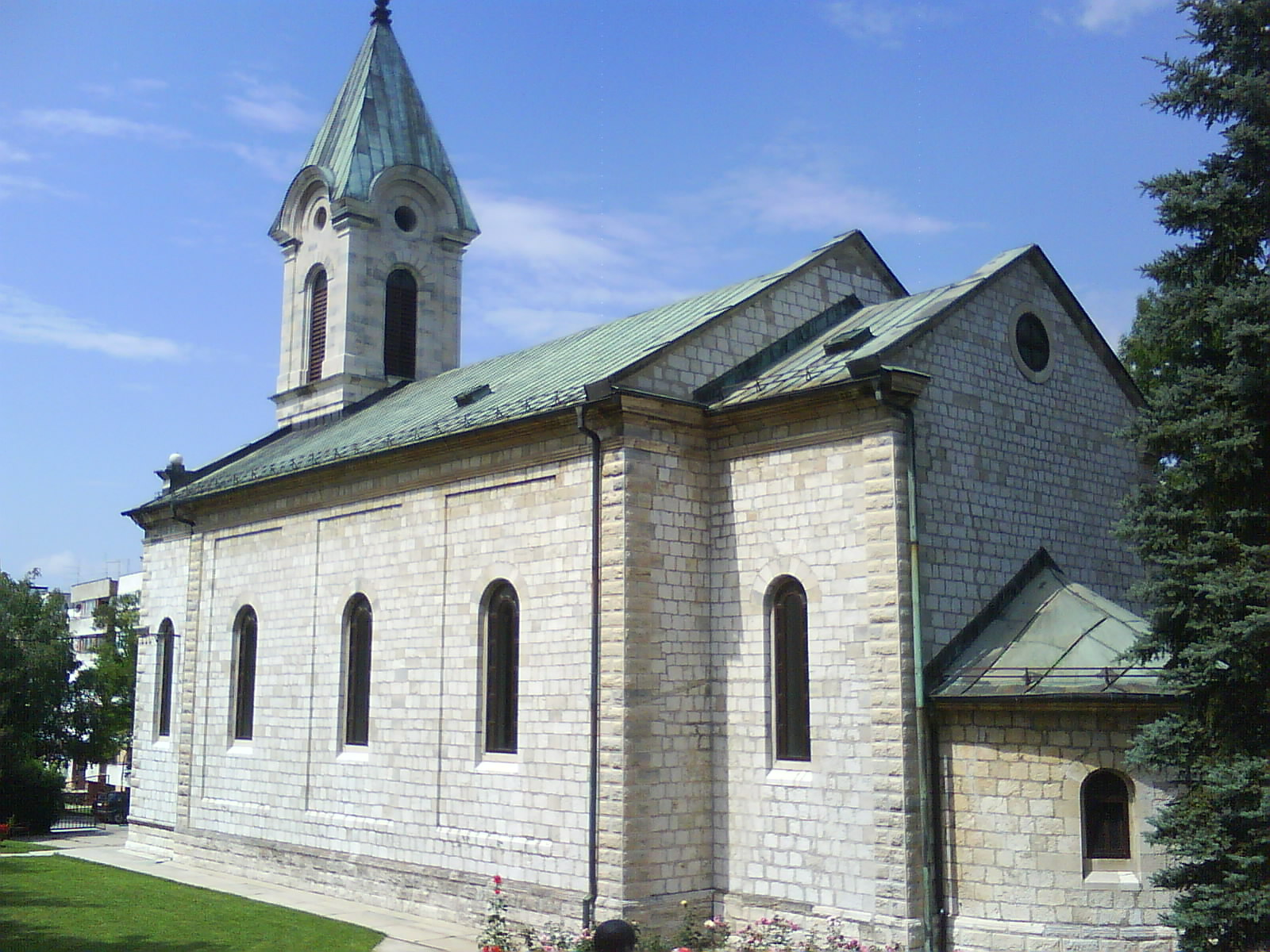
Autre vue de l'église

## Histoire

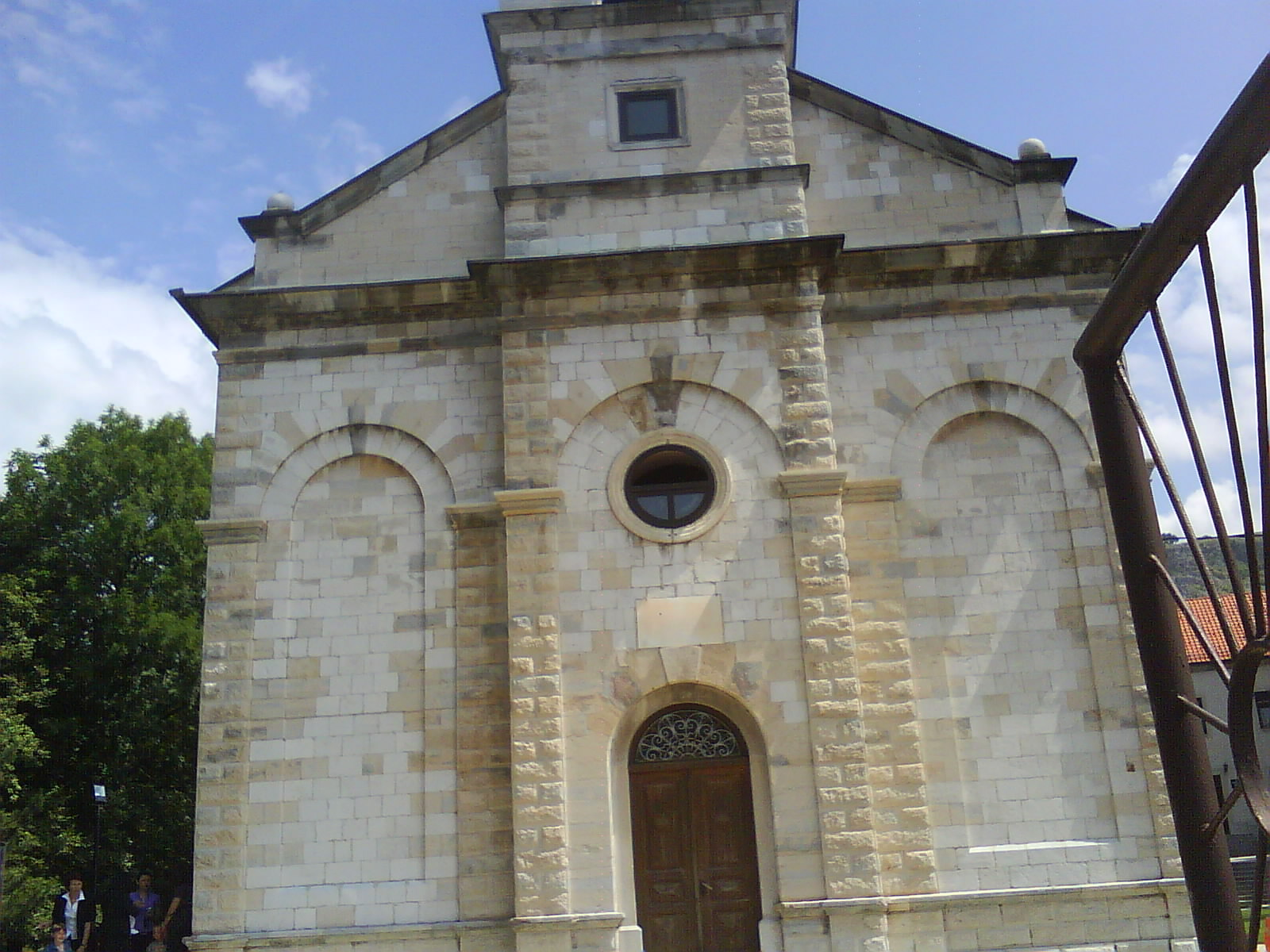
Détail de la façade principale

## Architecture

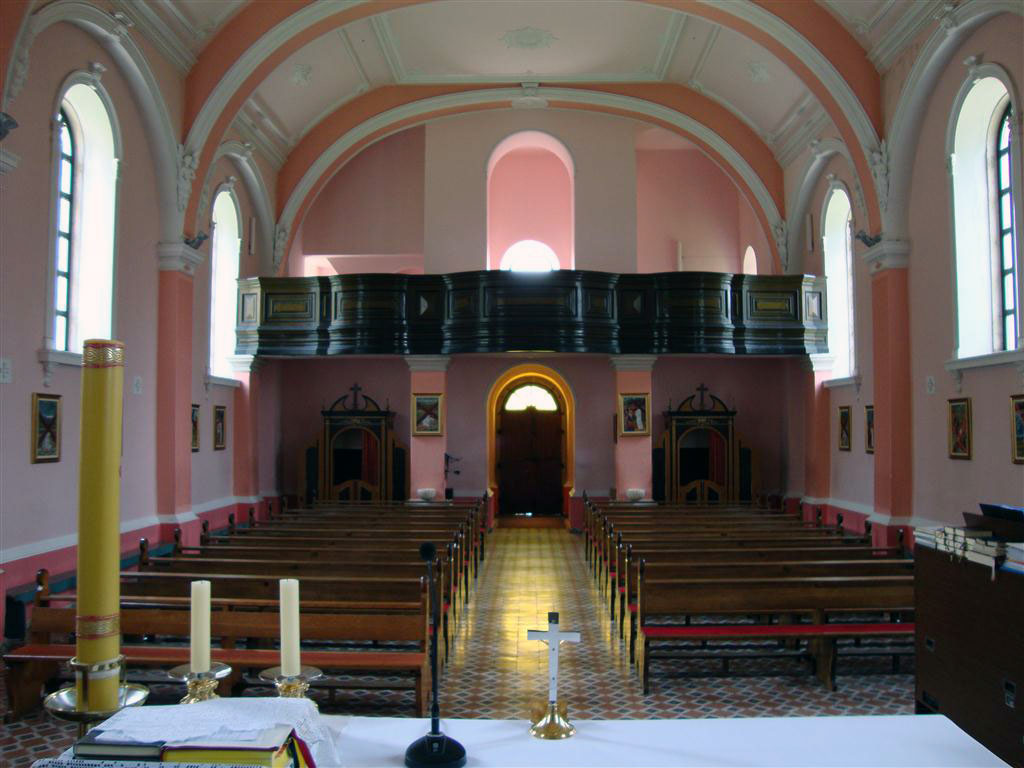
L'intérieur de l'église